# Люк Паскуаліно
Люк Паскуаліно (англ. Luke Pasqualino, нар. 19 лютого 1990, Пітерборо) — британський актор італійського походження. Він найбільш відомий своїми ролями у телесеріалах «Скінс» (2009—2013) та «Мушкетери» (2014—2016).
Паскуаліно зіграв головну роль Фредді Маклайра у телесеріалі «Скінс», який був високо оцінений критиками та здобув популярність серед глядачів. У серіалі «Мушкетери» Паскуаліно зіграв одного з трьох головних героїв, Д'Артаньяна.

## Фільмографія
| Рік       |   | Українська назва | Оригінальна назва | Роль                            |
| --------- | - | ---------------- | ----------------- | ------------------------------- |
| 2009—2010 | с | Скінс            | Skins             | Фредді Маклайр (17 серій)       |
| 2009—2013 | с | Міранда          | Miranda           | Джейсон (2 серії)               |
| 2009—2013 | с | Мушкетери        | The Musketeers    | д'Артаньян (30 серій)           |
| 2017—2018 | с | Великий куш      | Snatch            | Альберт Хілл (20 серій)         |
| 2022      | с | Шантарам         | Shantaram         | Мауріціо Белькане (12 серій)    |
| 2021—2023 | с | Тінь і кістка    | Shadow and Bone   | Давид Костик (8 серій)          |
| 2024      | с | Cуперники        | Rivals            | Безіл «Бас» Беддінгем (8 серій) |
| 2025      | ф | Руда Соня        | Red Sonja         | Осін Недоторканий               |